# Рустамов, Маруф
 Маруф Рустамов (29 января 1976) — таджикский футболист, выступавший на позиции защитника и футбольный тренер.

## Биография

### Карьера игрока
Начал выступления на взрослом уровне в середине 1990-х годов в составе «Равшана», в том числе в 1996 году сыграл 16 матчей и забил 3 гола. В течение десяти лет играл в «Регар-ТадАЗе», в его составе неоднократно становился чемпионом Таджикистана и обладателем Кубка президента АФК. В 2011 году вернулся в родной клуб в качестве играющего тренера, где и завершил игровую карьеру. Признан лучшим защитником 2011 года в Таджикистане.
В 2004 и 2007 годах вызывался в сборную Таджикистана, где сыграл не менее трёх матчей. Дебютный[уточнить] матч провёл 13 октября 2004 года против Кыргызстана.

### Карьера тренера
В 2011 году, ещё продолжая игровую карьеру, стал главным тренером «Равшана». В 2011 году привёл команду к бронзовым медалям, затем два раза (в 2012 и 2013 году) приводил к золотым медалям. Был признан лучшим тренером Таджикистана 2011 года по версии портала «Варзиш-Спорт» и лучшим тренером страны 2012 года по версии Федерации футбола Таджикистана. Первоначально не имел лицензии «B», поэтому главным тренером в азиатских кубковых турнирах значился Гайрат Мирахмедов. В 2014 году клуб потерял спонсора и выступил неудачно, а сам Рустамов покинул клуб. В феврале 2015 года возглавил «Далерон-Уротеппа», но уже в июле покинул клуб.
В первой половине 2016 года был старшим тренером фархорского «Хосилота». Осенью того же года оставался в тренерском штабе клуба после назначения главным тренером Махмаджона Хабибуллоева. По итогам сезона «Хосилот» стал серебряным призёром чемпионата страны.

## Достижения

### Как игрок
- Обладатель Кубка президента АФК (3): 2005, 2008, 2009
- Чемпион Таджикистана (7): 2001, 2002, 2003, 2004, 2006, 2007, 2008
- Обладатель Кубка Таджикистана (3): 2002, 2005, 2006

### Как тренер
- Чемпион Таджикистана (2): 2012, 2013